# Capilla de San Diego de Alcalá (Sanlúcar de Barrameda)
La capilla de San Diego de Alcalá es una ermita católica situada en el municipio español de Sanlúcar de Barrameda, en la andaluza provincia de Cádiz. Originalmente estaba incluida en le Convento de San Francisco el Viejo. Forma parte del Conjunto histórico-artístico y de la Ciudad-convento de Sanlúcar de Barrameda.
Diego de Alcalá, conventual y prelado del Convento de franciscanos de Fuerteventura, en su viaje de Canarias a Roma de 1449, se alojó a la ida y vuelta en el monasterio de Sanlúcar, que por entonces pertenecía a la provincia de Canarias. Al parecer pasó unos días en el monasterio dedicado a la meditación y a las labores de hortelano, en una celda alejada de las demás donde se retiraban los religiosos que querían hacer ejercicios espirituales. Según la tradición el monje plantó un pino junto a la celda, que quedó santificada por su presencia. 
En 1719 la celda fue reedificada por la comunidad, erigiéndola en capilla con la advocación de San Diego de Alcalá. El árbol que supuestamente plantó el santo, dio nombre al lugar, llamado "el Pino", y su corteza y piñones eran aplicadas por los religiosos contra las calenturas y otros males.  